# Trichocera chaetopyga
Trichocera chaetopyga är en tvåvingeart som beskrevs av Nakamura och Saigusa 1996. Trichocera chaetopyga ingår i släktet Trichocera och familjen vintermyggor. Inga underarter finns listade i Catalogue of Life.